# لوکاس بیلیک
لوکاس بیلیک (انگلیسی: Lukas Billick؛ زادهٔ ۹ فوریهٔ ۱۹۸۸) بازیکن فوتبال اهل آلمان است.
از باشگاه‌هایی که در آن بازی کرده‌است می‌توان به باشگاه فوتبال وهن ویسبادن و باشگاه فوتبال وورتسبورگ کیکرز اشاره کرد.